# Miasto Varaždin
Miasto Varaždin (chorw. Grad Varaždin) – jednostka administracyjna w Chorwacji, w żupanii varażdińskiej. W 2011 roku liczyła 46 946 mieszkańców.